# Roland Weill
Roland Weill (28 de diciembre de 1948) es un deportista francés que compitió en remo. Ganó tres medallas en el Campeonato Mundial de Remo entre los años 1976 y 1979.

## Palmarés internacional
| Campeonato Mundial | Campeonato Mundial        | Campeonato Mundial | Campeonato Mundial      |
| Año                | Lugar                     | Medalla            | Prueba                  |
| ------------------ | ------------------------- | ------------------ | ----------------------- |
| 1976               | Villach (Austria)         | Medalla de bronce  | Scull individual ligero |
| 1978               | Cambridge (Nueva Zelanda) | Medalla de plata   | Cuatro scull            |
| 1979               | Bled (Yugoslavia)         | Medalla de bronce  | Cuatro scull            |